# Grande Prêmio Ciclista de Gatineau
O Grande Prêmio Ciclista de Gatineau (oficialmente: ou simplesmente Grand Prix cycliste de Gatineau) é uma carreira ciclista feminina de um dia que se disputa na cidade de Gatineau e seus arredores no estado de Quebec no Canadá.
A carreira foi criada no ano 2010 como concorrência de categoria 1.1 do calendário internacional feminino da UCI.
A carreira disputa-se um dia antes da Chrono Gatineau.

## Palmarés
| Ano  | Vencedor            | Segundo            | Terceiro                |           |
| ---- | ------------------- | ------------------ | ----------------------- | --------- |
| 2010 | Joëlle Numainville  | Joanne Kiesanowski | Modesta Vžesniauskaitė  |           |
| 2011 | Giorgia Bronzini    | Joëlle Numainville | Theresa Cliff-Ryan      |           |
| 2012 | Ina-Yoko Teutenberg | Rochelle Gilmore   | Alyona Andruk           |           |
| 2013 | Shelley Olds        | Joëlle Numainville | Katarzyna Pawłowska     |           |
| 2014 | Denise Ramsden      | Flávia Oliveira    | Jasmin Duehring         |           |
| 2015 | Kirsten Wild        | Joëlle Numainville | Christine Majerus       |           |
| 2016 | Kimberley Wells     | Joëlle Numainville | Leah Kirchmann          |           |
| 2017 | Leah Kirchmann      | Kirsti Lay         | Kendall Ryan            |           |
| 2018 | Lauren Hall         | Alison Jackson     | Sara Bergen             |           |
| 2019 | Leah Kirchmann      | Allison Beveridge  | Kristabel Doebel-Hickok |           |
| 2020 | cancelado           | cancelado          | cancelado               | cancelado |
| 2021 | cancelado           | cancelado          | cancelado               | cancelado |
| 2022 | cancelado           | cancelado          | cancelado               | cancelado |
| 2023 | Megan Jastrab       | Alison Jackson     | Skylar Schneider        |           |
| 2024 | Letizia Paternoster | Marlies Mejías     | Sarah Van Dam           |           |
| 2025 |                     |                    |                         |           |

## Palmarés por países
| País           | Vitórias |
| -------------- | -------- |
| Canadá         | 4        |
| Estados Unidos | 2        |
| Itália         | 1        |
| Alemanha       | 1        |
| Países Baixos  | 1        |
| Austrália      | 1        |